# Lepence
Lepence so naselje v Občini Bohinj.